# Kaprovití
Kaprovití (Cyprinidae) je čeleď ryb z řádu máloostní. Zahrnuje zhruba 320 rodů s více než 3000 druhů, z nichž na území České republiky žije asi 30. Mezi nejznámější zástupce této čeledi v České republice patří kapr obecný, karas obecný, kaprokaras karas stříbřitý, lín obecný, tolstolobec pestrý, tolstolobik bílý, jelec tloušť, jelec jesen, jelec proudník, hrouzek Kesslerův, hrouzek obecný, bolen dravý, střevle potoční, cejnek malý, cejn velký, parma obecná a další.
Mezi tropické kaprovité ryby často chované v akváriích patří například parmička čtyřpruhá, dánio pruhované nebo razbora klínoskvrnná. Kaprovité ryby mají tzv. spodní požerákové zuby. Mezi hospodářsky nejvýznamnější ryby na území republiky se řadí kapr obecný, který je zároveň jednou z nejoblíbenějších sportovně lovených ryb.